# Maninghem
Maninghem là một xã ở tỉnh Pas-de-Calais trong vùng Hauts-de-France của Pháp.

## Dân số
| 1962                                                           | 1968 | 1975 | 1982 | 1990 | 1999 | 2006 |
| -------------------------------------------------------------- | ---- | ---- | ---- | ---- | ---- | ---- |
| 102                                                            | 112  | 121  | 127  | 161  | 137  | 147  |
| Số liệu điều tra dân số từ năm 1962, dân số không tính hai lần |      |      |      |      |      |      |